# UFC on ESPN: Holloway vs. Allen
UFC on ESPN: Holloway vs. Allen（ユーエフシー・オン・イーエスピーエヌ：ホロウェイ・バーサス・アレン、別名UFC on ESPN 44）は、アメリカ合衆国の総合格闘技団体「UFC」の大会の一つ。2023年4月15日、ミズーリ州カンザスシティのT-モバイル・センターで開催された。

## 大会概要
本大会はマックス・ホロウェイとアーノルド・アレンのフェザー級戦が組まれた。

## 試合結果

### プレリミナリーカード
第1試合 136.5ポンド契約 5分3R
○  ジョセリン・エドワーズ vs.  ルーシー・プディロヴァ ×
3R終了 判定2-1（29-28、29-28、28-29）
※エドワーズの体重超過により女子バンタム級から変更。
第2試合 バンタム級 5分3R
○  ガストン・ボラニョス vs.  アーロン・フィリップス ×
3R終了 判定3-0（29-28、29-28、30-27）
第3試合 女子ストロー級 5分3R
○  デニーシ・ゴメス vs.  ブルーナ・ブラジル ×
2R 2:42 TKO（パウンド）
第4試合 ライト級 5分3R
○  ダニエル・ゼルフーバー vs.  ランド・バンナータ ×
3R終了 判定3-0（29-27、29-28、30-27）
第5試合 女子ストロー級 5分3R
○  ジリアン・ロバートソン vs.  ピエラ・ホドリゲス ×
2R 4:21 腕ひしぎ十字固め
第6試合 ライトヘビー級 5分3R
○  ザック・カミングス vs.  エド・ハーマン ×
3R 4:13 TKO（左ストレート→パウンド）
第7試合 フライ級 5分3R
○  ブランドン・ロイバル vs.  マテウス・ニコラウ ×
1R 2:09 KO（右膝蹴り→グラウンドの肘打ち連打）
第8試合 フェザー級 5分3R
○  ビル・アルジオ vs.  TJ・ブラウン ×
2R 1:40 リアネイキドチョーク

### メインカード
第9試合 ライト級 5分3R
○  ラファ・ガルシア vs.  クレイ・グイダ ×
3R終了 判定3-0（30-27、30-27、30-27）
第10試合 バンタム級 5分3R
○  ペドロ・ムニョス vs.  クリス・グティエレス ×
3R終了 判定3-0（30-27、30-27、30-27）
第11試合 ライトヘビー級 5分3R
○  イオン・クテラバ vs.  タナー・ボーザー ×
1R 2:05 TKO（パウンド）
第12試合 ライトヘビー級 5分3R
○  アザマト・ムルザカノフ vs.  ダスティン・ジャコビー ×
3R終了 判定3-0（29-28、29-28、29-28）
第13試合 フェザー級 5分3R
○  エジソン・バルボーザ vs.  ビリー・クアランティーロ ×
1R 2:37 KO（右膝蹴り）
第14試合 フェザー級 5分5R
○  マックス・ホロウェイ vs.  アーノルド・アレン ×
5R終了 判定3-0（49-46、49-46、48-47）

### 各賞
ファイト・オブ・ザ・ナイト：ビル・アルジオ vs. TJ・ブラウン
パフォーマンス・オブ・ザ・ナイト：エジソン・バルボーザ、ブランドン・ロイバル、ジリアン・ロバートソン
各選手にはボーナスとして5万ドルが授与された。

### カード変更
負傷などによるカードの変更は以下の通り。